# Serie A 2003/2004
Soutěžní ročník Serie A 2003/2004 byl 102. ročník nejvyšší italské fotbalové ligy a 72. ročník od založení Serie A. Soutěž začala 31. srpna 2003 a skončila 16. května 2004. Účastnilo se jí naposled 18 týmů z toho 14 se kvalifikovalo z minulého ročníku. Poslední čtyři týmy předchozího ročníku, jimiž byli Atalanta BC, Piacenza FC, Como Calcio a poslední tým ročníku - Turín Calcio, sestoupily do Serie B. Opačným směrem putovali čtyři týmy, jimiž byli AC Siena (vítěz druhé ligy), UC Sampdoria, US Lecce a Ancona Calcio.
Titul v soutěži obhajoval Juventus FC, který v minulém ročníku získal již 27. prvenství v soutěži.

## Přestupy hráčů
| Jméno               | odkud           | kam               | cena           |  |
| ------------------- | --------------- | ----------------- | -------------- |  |
| Hernán Crespo       | FC Inter Milán  | FC Chelsea        | 26 000 000 eur |  |
| Adriano             | Parma AC        | FC Inter Milán    | 23 500 000 eur |  |
| Sébastien Frey      | FC Inter Milán  | Parma AC          | 21 000 000 eur |  |
| Adrian Mutu         | Parma AC        | FC Chelsea        | 19 000 000 eur |  |
| Cristian Chivu      | AFC Ajax        | AS Řím            | 18 000 000 eur |  |
| Evanílson           | Parma AC        | Borussia Dortmund | 15 000 000 eur |  |
| Andy van der Meijde | AFC Ajax        | FC Inter Milán    | 12 000 000 eur |  |
| Julio Ricardo Cruz  | Bologna FC 1909 | FC Inter Milán    | 9 500 000 eur  |  |
| Jose Mari           | AC Milán        | Villarreal CF     | 9 000 000 eur  |  |
| Ousmane Dabo        | Atalanta BC     | SS Lazio          | 9 000 000 eur  |  |

## Složení ligy v tomto ročníku
| Klub            | Město              | Stadión                             | Kapacita | Trenér                                                                      | 2002/2003        |
| --------------- | ------------------ | ----------------------------------- | -------- | --------------------------------------------------------------------------- | ---------------- |
| Ancona Calcio   | Ancona             | del Conero                          | 24 000   | Leonardo Menichini (do 4. kola) Nedo Sonetti (do 18. kola) Giovanni Galeone | Serie B          |
| Bologna FC 1909 | Bologna            | Renato Dall'Ara                     | 36 462   | Carlo Mazzone                                                               | 11.              |
| Brescia Calcio  | Brescia            | Mario Rigamonti                     | 20 550   | Gianni De Biasi                                                             | 9.               |
| Empoli FC       | Empoli             | Carlo Castellani                    | 16 284   | Daniele Baldini (do 6. kola) Attilio Perotti                                | 13.              |
| UC Sampdoria    | Janov              | Luigi Ferraris                      | 36 685   | Walter Novellino                                                            | Serie B          |
| US Lecce        | Lecce              | Via del Mare                        | 20 273   | Delio Rossi                                                                 | Serie B          |
| AC Milán        | Milán              | Giuseppe Meazza                     | 82 955   | Carlo Ancelotti                                                             | Bronzová medaile |
| FC Inter Milán  | Milán              | Giuseppe Meazza                     | 82 955   | Héctor Cúper (do 6. kola) Alberto Zaccheroni                                | Stříbrná medaile |
| Modena FC       | Modena             | Alberto Braglia                     | 21 092   | Alberto Malesani (do 26. kola) Gianfranco Bellotto                          | 12.              |
| Parma AC        | Parma              | Ennio Tardini                       | 27 906   | Cesare Prandelli                                                            | 5.               |
| AC Perugia      | Perugia            | Renato Curi                         | 23 625   | Serse Cosmi                                                                 | 10.              |
| Reggina Calcio  | Reggio di Calabria | Oreste Granillo                     | 27 454   | Franco Colomba (do 10. kola) Sergio Buso (do 11. kola) Giancarlo Camolese   | 14.              |
| AS Řím          | Řím                | Olimpico                            | 82 307   | Fabio Capello                                                               | 8.               |
| SS Lazio        | Řím                | Olimpico                            | 82 307   | Roberto Mancini                                                             | 4.               |
| AC Siena        | Siena              | Artemio Franchi – Montepaschi Arena | 15 373   | Giuseppe Papadopulo                                                         | Serie B          |
| Juventus FC     | Turín              | Delle Alpi                          | 69 041   | Marcello Lippi                                                              |                  |
| Udinese Calcio  | Udine              | Friuli                              | 41 652   | Luciano Spalletti                                                           | 6.               |
| AC ChievoVerona | Verona             | Marc'Antonio Bentegodi              | 39 371   | Luigi Delneri                                                               | 7.               |

## Tabulka
| Poř. | Tým             | Z  | V  | R  | P  | VG | OG | B  |
| ---- | --------------- | -- | -- | -- | -- | -- | -- | -- |
| 1.   | AC Milan        | 34 | 25 | 7  | 2  | 65 | 24 | 82 |
| 2.   | AS Řím          | 34 | 21 | 8  | 5  | 68 | 19 | 71 |
| 3.   | Juventus FC     | 34 | 21 | 6  | 7  | 67 | 42 | 69 |
| 4.   | FC Inter Milán  | 34 | 17 | 8  | 9  | 59 | 37 | 59 |
| 5.   | Parma AC        | 34 | 16 | 10 | 8  | 57 | 46 | 58 |
| 6.   | SS Lazio        | 34 | 16 | 8  | 10 | 52 | 38 | 56 |
| 7.   | Udinese Calcio  | 34 | 13 | 11 | 10 | 44 | 40 | 50 |
| 8.   | UC Sampdoria    | 34 | 11 | 13 | 10 | 40 | 42 | 46 |
| 9.   | AC ChievoVerona | 34 | 11 | 11 | 12 | 36 | 37 | 44 |
| 10.  | US Lecce        | 34 | 11 | 8  | 15 | 43 | 56 | 41 |
| 11.  | Brescia Calcio  | 34 | 9  | 13 | 12 | 52 | 57 | 40 |
| 12.  | Bologna FC 1909 | 34 | 10 | 9  | 15 | 45 | 53 | 39 |
| 13.  | Reggina Calcio  | 34 | 6  | 16 | 12 | 29 | 45 | 34 |
| 14.  | AC Siena        | 34 | 8  | 10 | 16 | 41 | 54 | 34 |
| 15.  | AC Perugia 1    | 34 | 6  | 14 | 14 | 44 | 56 | 32 |
| 16.  | Modena FC       | 34 | 6  | 12 | 16 | 27 | 46 | 30 |
| 17.  | Empoli FC       | 34 | 7  | 9  | 18 | 26 | 54 | 30 |
| 18.  | Ancona Calcio   | 34 | 2  | 7  | 25 | 21 | 70 | 13 |

Poznámky
- Z = Odehrané zápasy; V = Vítězství; R = Remízy; P = Prohry; VG = Vstřelené góly; OG = Obdržené góly; B = Body
- 1  AC Perugia a účastník Serie B ACF Fiorentina sehráli dvě utkání (0:1 a 1:1) o místo v Serii A.

|  | Mistr ligy a Přímý postup do Ligy mistrů 2004/05 |
|  | Přímý postup do Ligy mistrů 2004/05              |
|  | Postup do 3. předkola Ligy mistrů 2004/05        |
|  | Přímý postup do 1. kola Poháru UEFA 2004/05      |
|  | Sestup do Serie B 2004/05                        |

## Střelecká listina
.
Nejlepším střelcem tohoto ročníku Serie A se stal ukrajinský útočník Andrij Ševčenko. Hráč AC Milán vstřelil 24 branek.
| P. | Nár      | Hráč              | Tým                       | Branky |
| -- | -------- | ----------------- | ------------------------- | ------ |
| 1. | Ukrajina | Andrij Ševčenko   | AC Milán                  | 24     |
| 2. | Itálie   | Alberto Gilardino | Parma AC                  | 23     |
| 3. | Itálie   | Francesco Totti   | AS Řím                    | 20     |
| 4. | Uruguay  | Ernesto Chevantón | US Lecce                  | 19     |
| 5. | Brazílie | Adriano           | Parma AC + FC Inter Milán | 17     |
| 6. | Francie  | David Trezeguet   | Juventus FC               | 16     |
| 7. | Itálie   | Antonio Cassano   | AS Řím                    | 14     |
| 8. | Itálie   | Fabio Bazzani     | UC Sampdoria              | 13     |
| 8. | Itálie   | Christian Vieri   | FC Inter Milán            | 13     |

## Vítěz
| Serie A 2003/2004 AC Milán (17. titul) |